# Корраль-Рубіо
Корраль-Рубіо (ісп. Corral-Rubio) — муніципалітет в Іспанії, у складі автономної спільноти Кастилія-Ла-Манча, у провінції Альбасете. Населення — 409 осіб (2010).
Муніципалітет розташований на відстані близько 260 км на південний схід від Мадрида, 39 км на південний схід від Альбасете.
На території муніципалітету розташовані такі населені пункти: (дані про населення за 2010 рік)
- Корраль-Рубіо: 374 особи
- Ла-Ігера: 35 осіб

## Демографія
Динаміка населення (INE ):

## Галерея зображень

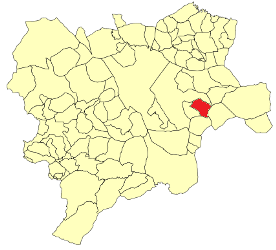
Розташування муніципалітету у провінції Альбасете